# Sliema
Sliema es un consejo local y una ciudad situada en la costa noreste de Malta. Se trata de un centro de compras, restaurantes y cafeterías. Sliema es también una importante zona comercial y residencial, donde se encuentran los hoteles más modernos de Malta. Sliema, que significa "la paz, la comodidad", era un tranquilo pueblo de pescadores en la península a través de Marsamxett Harbour de La Valeta, pero ahora Sliema y la línea de costa hasta la vecina San Julián constituye el principal recurso turístico de la costa de Malta.

## Toponimia
Sliema obtuvo su nombre de una capilla dedicada a la Virgen María con el título de Estrella del Mar, la cual sirvió como faro y un punto de referencia para los pocos pescadores que vivían en esa zona. El nombre podría haber sido, por tanto, también relacionado con las primeras palabras del Ave María, que en maltés es "Sliem Għalik Marija". Con el 'Għ "estar en silencio por lo que la primera parte de la frase podría sonar como" un Sliem.

## Deportes
En Silema hay un equipo llamado Sliema Wanderers FC que juega en la Premier League de Malta 2021-22 y la Copa de Malta, este equipo ha tenido varias copas en su palmares.

## Barrios de Sliema
- Dragut Point
- Font Għadir
- Għar id-Dud
- Qui-Si-Sana
- Savoy
- The Strand
- Tignè

## Galería de imágenes

Playa Exiles.
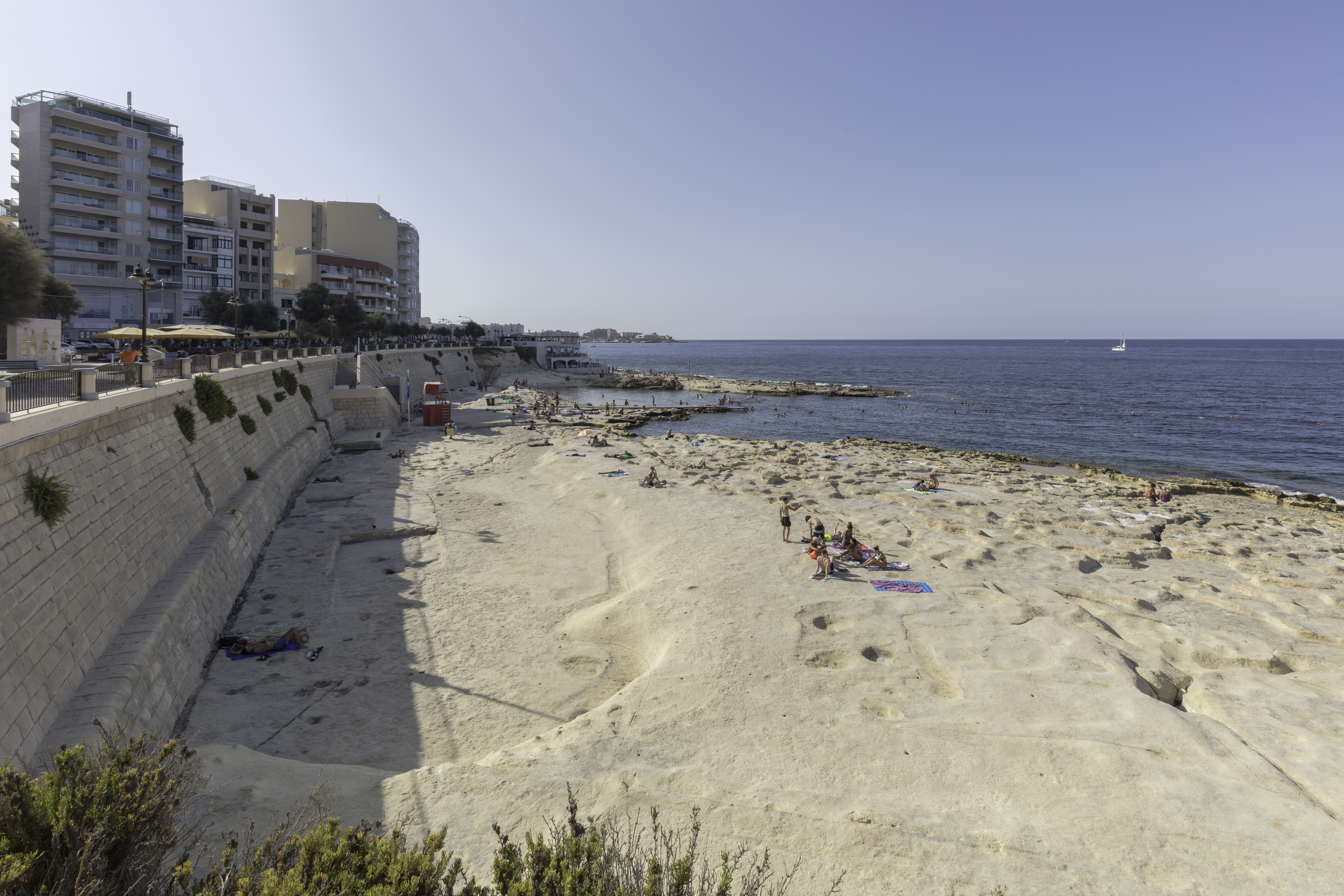
Playa Fond Għadir.
Panorámica de Fond Għadir.